# Bí thư Quân ủy Trung ương (Việt Nam)
Bí thư Quân ủy Trung ương là chức danh người đứng đầu Quân ủy Trung ương của Đảng Cộng sản Việt Nam trong Quân đội nhân dân Việt Nam. Đây là chức danh lãnh đạo tối cao của Quân đội nhân dân Việt Nam. 
Theo Điều lệ Đảng Cộng sản Việt Nam, chức vụ này do Tổng Bí thư của Đảng kiêm nhiệm, thể hiện vai trò nhất quán Đảng Cộng sản Việt Nam lãnh đạo Quân đội nhân dân Việt Nam tuyệt đối, trực tiếp về mọi mặt nhằm xây dựng quân đội vững mạnh cả về chính trị, tư tưởng và tổ chức, hoàn thành thắng lợi mọi nhiệm vụ được giao. Sự lãnh đạo của Đảng đối với Quân đội nhân dân Việt Nam được thực hiện thông qua hệ thống tổ chức Đảng, hệ thống tổ chức chỉ huy, hệ thống cơ quan chính trị, cán bộ chính trị và các tổ chức quần chúng (đoàn thanh niên, công đoàn, hội phụ nữ) ở đơn vị cơ sở.
Về cơ cấu tổ chức trong hệ thống chính trị của Việt Nam, Tổng Bí thư là Bí thư Quân ủy Trung ương; Chủ tịch nước thống lĩnh các lực lượng vũ trang, giữ chức Chủ tịch Hội đồng Quốc phòng và An ninh; Bộ trưởng Bộ Quốc phòng là người chỉ huy cao nhất đối với Quân đội nhân dân và dân quân tự vệ; chức vụ Tổng Tư lệnh hiện nay không tồn tại (chức vụ này chỉ tồn tại trong thời kỳ chiến tranh và duy nhất do Đại tướng Võ Nguyên Giáp nắm giữ, sau đó bị bãi bỏ cùng với việc giải thể Bộ Tổng Tư lệnh). Do Việt Nam là nước đơn đảng, Đảng lãnh đạo Nhà nước và xã hội, lãnh đạo Quân đội trực tiếp, tuyệt đối nên Tổng Bí thư (kiêm nhiệm Bí thư Quân ủy Trung ương) là chức danh lãnh đạo cao nhất đối với quân đội.

## Nhiệm vụ và quyền hạn
Bí thư Quân uỷ Trung ương là người đứng đầu Quân ủy Trung ương, chủ trì các hội nghị của Quân ủy Trung ương, Ban Thường vụ Quân ủy Trung ương; nghiên cứu, đề xuất với Ban Chấp hành Trung ương Đảng, Bộ Chính trị, Ban Bí thư những vấn đề về đường lối, nhiệm vụ quân sự và quốc phòng ; kế hoạch phòng thủ đất nước; phương hướng và biện pháp xây dựng nền quốc phòng toàn dân; cơ chế lãnh đạo của Đảng với Quân đội nhân dân; chỉ đạo, hướng dẫn các cấp uỷ trực thuộc Trung ương thực hiện các nghị quyết, chỉ thị của Đảng về quân sự, quốc phòng.
Bí thư Quân uỷ Trung ương thay mặt Quân ủy Trung ương trực tiếp chỉ đạo xây dựng Quân đội nhân dân Việt Nam vững mạnh toàn diện, xây dựng các tổ chức Đảng trong Quân đội trong sạch, vững mạnh, nâng cao chất lượng, hiệu quả công tác Đảng, công tác chính trị, chủ trì và kết luận đối với vấn đề lớn như chủ trương, chương trình, kế hoạch thực hiện các chỉ thị, nghị quyết của Đảng, các biện pháp xây dựng quân đội, quyết định các vấn đề về công tác cán bộ trong quân đội...

## Danh sách Bí thư Quân ủy Trung ương qua các thời kỳ

### Bí thư Trung ương Quân ủy (1946 – 1948)
| Tên (sinh-mất)                       | Ban Chấp hành Trung ương | Từ   | Đến     | Chức vụ kiêm nhiệm                                                                                       |
| ------------------------------------ | ------------------------ | ---- | ------- | --- |
| Đại tướng Võ Nguyên Giáp (1911–2013) | Khóa I (1935–1951)       | 1946 | 10/1948 | Bộ trưởng Bộ Nội vụ (1945–1946) Thứ trưởng Bộ Quốc phòng (1945–1946) Bộ trưởng Bộ Quốc phòng (1946–1947) |

### Bí thư Tổng quân ủy (1952 – 1961)
| Tên (sinh-mất)                       | Ban Chấp hành Trung ương | Từ     | Đến    | Chức vụ kiêm nhiệm |
| ------------------------------------ | ------------------------ | ------ | ------ | --- |
| Đại tướng Võ Nguyên Giáp (1911–2013) | Khóa II (1951–1960)      | 5/1952 | 1/1961 | Tổng Tư lệnh Bộ Tổng Tư lệnh Quân đội Quốc gia và dân quân Việt Nam (1949–1954) Tổng Tư lệnh Bộ Tổng Tư lệnh Quân đội nhân dân Việt Nam (1954–1975) Phó Thủ tướng kiêm Bộ trưởng Quốc phòng (1955–1979) |
| Đại tướng Võ Nguyên Giáp (1911–2013) | Khóa III (1960–1976)     | 5/1952 | 1/1961 | Tổng Tư lệnh Bộ Tổng Tư lệnh Quân đội Quốc gia và dân quân Việt Nam (1949–1954) Tổng Tư lệnh Bộ Tổng Tư lệnh Quân đội nhân dân Việt Nam (1954–1975) Phó Thủ tướng kiêm Bộ trưởng Quốc phòng (1955–1979) |

### Bí thư Quân ủy Trung ương (1961 – 1984)
| Tên (sinh-mất)                       | Ban Chấp hành Trung ương | Từ      | Đến                                            | Chức vụ kiêm nhiệm                                                                                                 |
| ------------------------------------ | ------------------------ | ------- | ---------------------------------------------- | --- |
| Đại tướng Võ Nguyên Giáp (1911–2013) | Khóa III (1960–1976)     | 1/1961  | 1977                                           | Tổng Tư lệnh Bộ Tư lệnh Quân đội nhân dân Việt Nam (1954–1975) Phó Thủ tướng kiêm Bộ trưởng Quốc phòng (1955–1979) |
| Đại tướng Võ Nguyên Giáp (1911–2013) | Khóa IV (1976–1982)      | 1/1961  | 1977                                           | Tổng Tư lệnh Bộ Tư lệnh Quân đội nhân dân Việt Nam (1954–1975) Phó Thủ tướng kiêm Bộ trưởng Quốc phòng (1955–1979) |
| Lê Duẩn (1907–1986)                  | 1977                     | 12/1984 | Tổng Bí thư Đảng Cộng sản Việt Nam (1976–1986) | |
| Lê Duẩn (1907–1986)                  | 1977                     | 12/1984 | Tổng Bí thư Đảng Cộng sản Việt Nam (1976–1986) | Khóa V (1982–1986)                                                                                                 |

### Bí thư Quân ủy Trung ương (1984 – nay)
| Tên (sinh-mất)                        | Ban Chấp hành Trung ương | Từ         | Đến                                            | Chức vụ kiêm nhiệm                                                                                          |
| ------------------------------------- | ------------------------ | ---------- | ---------------------------------------------- | --- |
| Đại tướng Văn Tiến Dũng (1917–2002)   | Khóa V (1982–1986)       | 1984       | 1986                                           | Bộ trưởng Bộ Quốc phòng (1981–1987)                                                                         |
| Trường Chinh (1907–1988)              | Khóa V (1982–1986)       | 1986       | 18/12/1986                                     | Tổng Bí thư Đảng Cộng sản Việt Nam (1986)                                                                   |
| Nguyễn Văn Linh (1915–1998)           | Khóa VI (1986–1991)      | 18/12/1986 | 27/6/1991                                      | Tổng Bí thư Đảng Cộng sản Việt Nam (1986–1991)                                                              |
| Đỗ Mười (1917–2018)                   | Khóa VII (1991–1996)     | 27/6/1991  | 26/12/1997                                     | Tổng Bí thư Đảng Cộng sản Việt Nam (1991–1997)                                                              |
| Đỗ Mười (1917–2018)                   | Khóa VIII (1996–2001)    | 27/6/1991  | 26/12/1997                                     | Tổng Bí thư Đảng Cộng sản Việt Nam (1991–1997)                                                              |
| Thượng tướng Lê Khả Phiêu (1931–2020) | 26/12/1997               | 22/4/2001  | Tổng Bí thư Đảng Cộng sản Việt Nam (1997–2001) | |
| Nông Đức Mạnh (1940)                  | Khóa IX (2001–2006)      | 22/4/2001  | 19/1/2011                                      | Tổng Bí thư Đảng Cộng sản Việt Nam (2001–2011)                                                              |
| Nông Đức Mạnh (1940)                  | Khóa X (2006–2011)       | 22/4/2001  | 19/1/2011                                      | Tổng Bí thư Đảng Cộng sản Việt Nam (2001–2011)                                                              |
| GS. TS. Nguyễn Phú Trọng (1944-2024)  | Khóa XI (2011–2016)      | 19/1/2011  | 19/7/2024                                      | Tổng Bí thư Đảng Cộng sản Việt Nam (2011–2024) Chủ tịch nước Cộng hoà xã hội chủ nghĩa Việt Nam (2018–2021) |
| GS. TS. Nguyễn Phú Trọng (1944-2024)  | Khóa XII (2016–2021)     | 19/1/2011  | 19/7/2024                                      | Tổng Bí thư Đảng Cộng sản Việt Nam (2011–2024) Chủ tịch nước Cộng hoà xã hội chủ nghĩa Việt Nam (2018–2021) |
| GS. TS. Nguyễn Phú Trọng (1944-2024)  | Khóa XIII (2021–2026)    | 19/1/2011  | 19/7/2024                                      | Tổng Bí thư Đảng Cộng sản Việt Nam (2011–2024) Chủ tịch nước Cộng hoà xã hội chủ nghĩa Việt Nam (2018–2021) |
| Đại tướng, GS. TS. Tô Lâm (1957-)     | Khóa XIII (2021–2026)    | 3/8/2024   | nay                                            | Tổng Bí thư Đảng Cộng sản Việt Nam (2024–nay) Chủ tịch nước Cộng hoà xã hội chủ nghĩa Việt Nam (2024)       |

## Phó Bí thư Quân ủy Trung ương
Xem thêm: Phó Bí thư Quân ủy Trung ương